# شبعا (حاصبيا)
شبعا  هي إحدى القرى اللبنانية في منطقة العرقوب من قرى قضاء حاصبيا في محافظة النبطية. تقع على مثلث الحدود اللبنانية - السورية – الفلسطينية. ومزارعها هي منطقة محتلة من قبل إسرائيل ومتنازع عليها بين لبنان وسوريا وفلسطين. وهي ضمن «اتحاد قرى العرقوب».

## التسمية
يُعتَقَد أنّ اسم بلدة «شبعا» لفظةٌ سامية قديمةٌ تعني الرقم 7 كما تعني الشّبع أو كثرة الإنتاج والغلال.

## اقتصادها
تُعتَبر تربية الماشية أحد الأعمدة الاقتصادية المهمة في الحياة القروية لاسيما في حياة أبناء بلدة شبعا، حيث تتوافر مساحاتٌ لا بأس بها لرعي الماشية لا سيما الماعز. وكانت أعداد الماعز فيما مضى أكبر ممّا هي عليه الآن. ولكن بسبب الاحتلال الإسرائيلي لمزارع البلدة وسائر قمم جبل الشيخ، فَقَدت شبعا الكثير من المراعي فضلاً عن المُضايقات والقصف الشبه اليومي، ممّا اضطر الرعاة إمّا إلى ترك البلدة أو بيع قطعانهم.وأمّا الأغنام فإن تربيتها محدودة جدًا، وفي عرف الرعاة غير صالحة للجبال الوعرة. لذلك كان اقتناؤها نادرًا جدًا. أمّا الأبقار فقد كانت من الحيوانات التي اقتناها أبناء البلدة بشكلٍ واسعٍ وهي تكاد تكون موجودةً لدى جميع أبناء البلدة لاعتمادهم عليها في الفلاحة أو لإنتاج الحليب.
أمّا الزراعة فقد كانت تُشكّل مورد الرّزق الرئيسي لأبناء بلدة شبعا، لذلك اهتمّوا بها وأعطوها ما تستحقّ من الرعاية والعناية.
لقيت شجرة الزيتون عنايةً خاصةً من أبناء البلدة نظرًا لإنتاجها الوفير الذي كان يسدّ حاجة البلدة تقريبًا من الزيت والزيتون. وكان في بعض السّنوات يفيض عن الحاجة فيتمّ بيع قسمٍ منه خارج البلدة.

## مزارع شبعا
مزارع شبعا هي منطقة تابعة لبلدة لشبعا على الحدود بين لبنان وهضبة الجولان. في عام 1967 كانت المزارع على الحدود اللبنانية السورية. واليوم تقع الحدود بين لبنان والجزء الخاضع لسيطرةالكيان الصهيوني
وعند تحديد الخط الأزرق الذي رسمته هيئة الأمم المتحدة عام 2000، وقعت المزارع جنوب الخط مما جعل الكيان الصهيوني ترفض الانسحاب منها على أساس أنها أراض سورية وليست لبنانية. أما لبنان، فيعتبرها أرض لبنانية. لم تفرض الأمم المتحدة حتى الآن الانسحاب منه على الأراضي المحتلة الفلسطينية، لاعتباره جزء من سوريا الخاضع لسيطرة الكيان الصهيوني حسب اتفاقية فك الاشتباك بين سوريا والكهيان الصهيوني. وما زالت قضية مزارع شبعا تثير العديد من المشاكل والآراء والمناقشات بشأن السيادة عليها.

### جغرافية مزارع شبعا
النطاق الجغرافي لمنطقة مزارع شبعا وتلال كفرشوباغير محدد بدقة. مع ذلك يمكن القول إنها تمتد طوليا بحدود 19 إلى 24 كم ويتراوح عرضها بين300 متر و2 كم وتوجد أشارات إلى أن عرضها أكثر بحوالي 14 كيلو. تقع المنطقة على منحدرات وتلال وبعض السهول والهضبات وتتدرج من علو 1500 متر عن سطح البحر وعلو 1200 كمزرعة برختا وصولا إلى مزرعة المعز التي تنخفض لتوازى مستوى سطح البحر. يسيطر الكيان الصهيوني حاليا على 12 مزرعة مهجورة تقع بين جبل السماق وجبل الروس من الشمال ووادي العسل من الجنوب.

### قائمة بأسماء مزارع شبعا

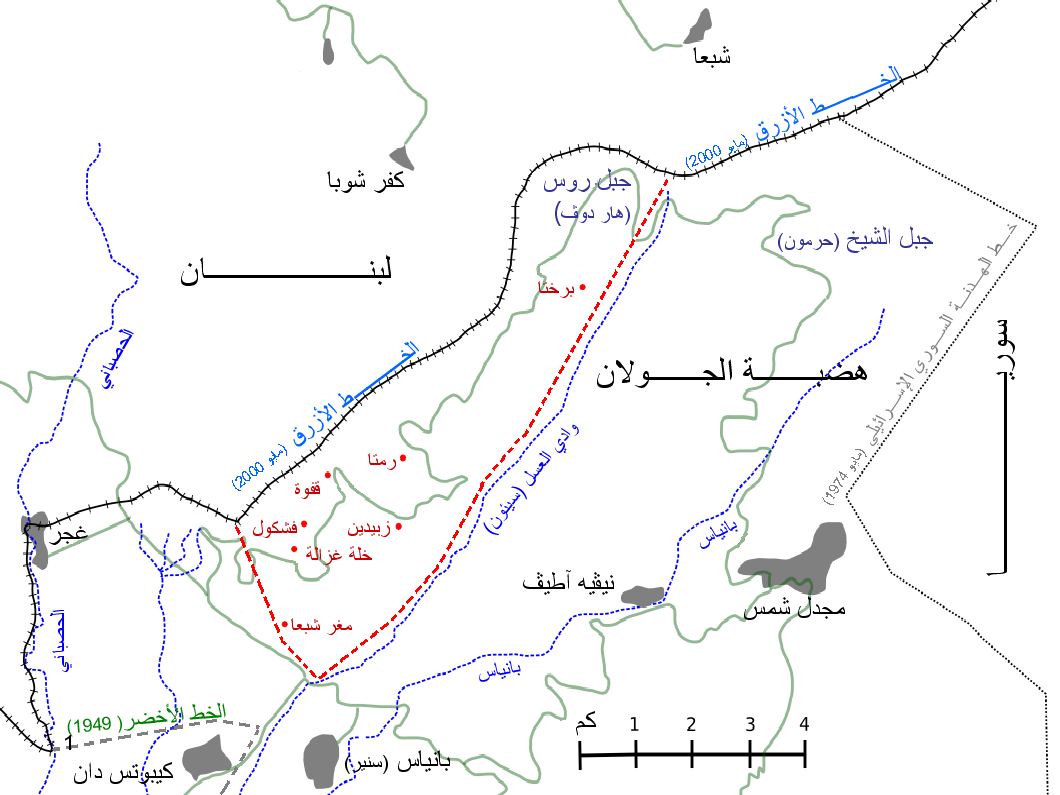
خارطة مفصلة لمنطقة مزارع شبعا

مزارع شبعا الواقعة جنويي «الخط الأزرق» تضم 13 مزرعة، جميعها مهجورة. أسماؤها كالتالى:
- مراح الملول
- برختــا
- كفـر دورة
- بيت البـراق
- الربعـة
- المشهـد
- رمتـا (أو رمثا)
- قفـوة
- زبدين
- خلـة غـزالة
- القـرن
- فشكول
- المعـز